# Psyllaephagus tyche
Psyllaephagus tyche är en stekelart som beskrevs av John S. Noyes och Paul E. Hanson 1996. Psyllaephagus tyche ingår i släktet Psyllaephagus och familjen sköldlussteklar.
Artens utbredningsområde är Costa Rica. Inga underarter finns listade i Catalogue of Life.